# Wysokowsk
Wysokowsk (ros. Высоковск) – miasto w Rosji, w obwodzie moskiewskim, 99 km na północny zachód od Moskwy. W 2020 liczyło 10 362 mieszkańców.